# Леонардо Гонсалес
Леонардо Гонсалес (ісп. Leonardo González, нар. 21 листопада 1980, Сан-Хосе) — костариканський футболіст, захисник клубу «Ередіано».
Виступав, зокрема, за клуби «Ередіано» та «Сіетл Саундерз», а також національну збірну Коста-Рики.

## Клубна кар'єра

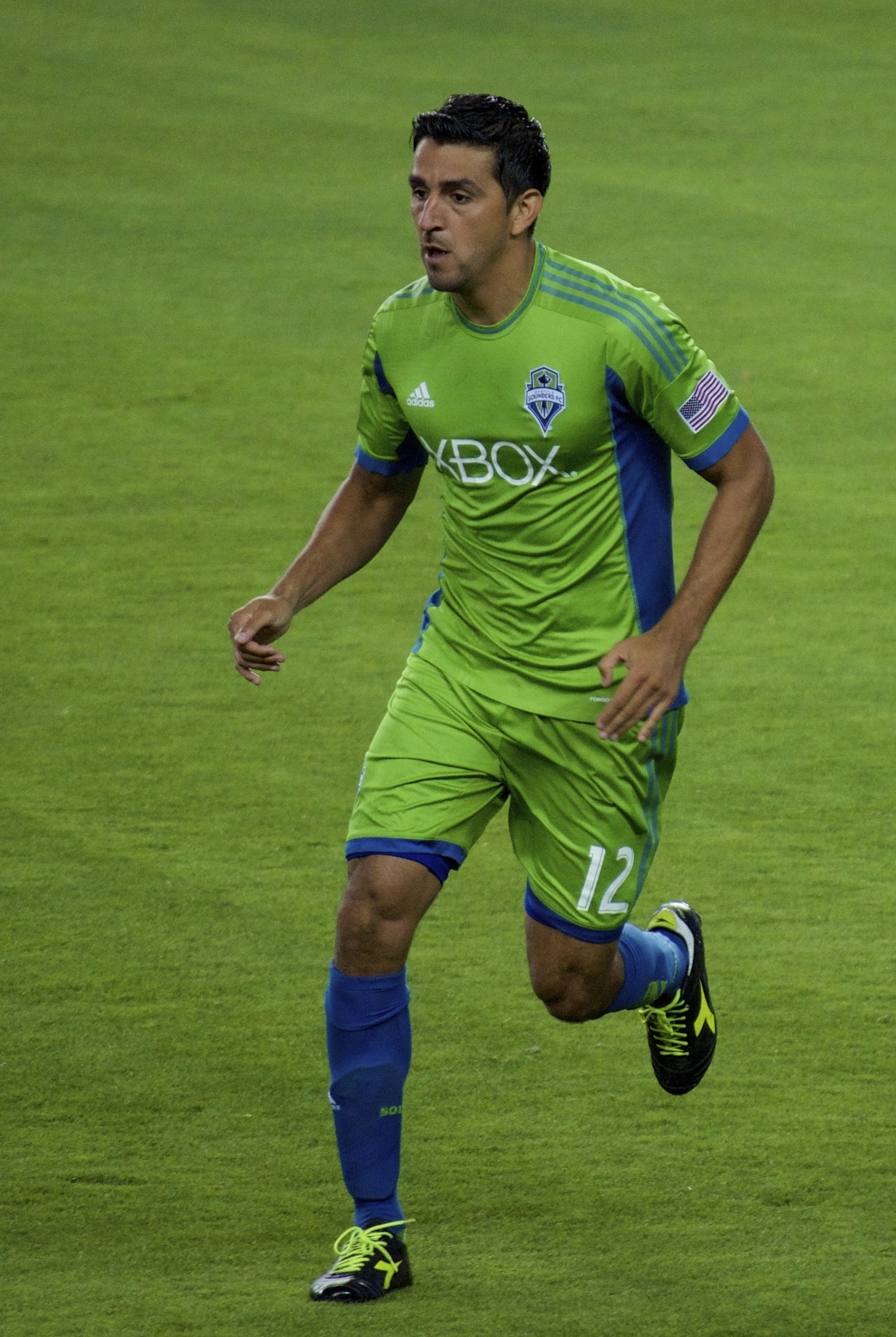
Леонардо Гонсалес під час виступів за «Сіетл Саундерз» (2014)

24 вересня 2000 року Леонардо Гонсалес дебютував на професіональному рівні за клуб «Ередіано» у матчі проти «Пунтаренас», а 4 серпня 2002 року відзначився дебютним голом за команду, у воротах «Кармеліти». Протягом 9 років, проведених у клубі, був ключовим гравцем команди, протягом цього часу взяв участь у 154 матчах чемпіонату та відзначився 3-ма голами. На початку 2009 року перейшов до клубу «Ліберія Міа». 2 липня 2009 року було оголошено, що він підписав контракт з клубом «Сіетл Саундерз» з Major League Soccer.
З приводу підписання Гонсалеса тодішній головний тренер «Сіетла» Зігі Шмід заявив наступне: «Добре мати лівоного гравця від природи. Він може зіграти лівого та лівого центрального захисника, в крайньому ж випадку він може зіграти більш високо й закрити усю ліву бровку на футбольному полі. Він хороший атакувальний лівий захисник з гарними антропометричними та атлетичними даними. Він дуже добре підключається до атакувальних дій команди, при цьому якісно виконує свою захисну роботу.»
Леонардо відіграв у складі американського клубу до завершення сезону 2015 року в MLS. 22 грудня 2015 року приєднався до складу свого рідного костариканського клубу, «Ередіано». Відтоді встиг відіграти за коста-риканську команду 6 матчів в національному чемпіонаті.

## Виступи за збірну
2002 року дебютував у складі національної збірної Коста-Рики у товариському матчі проти Еквадору. Наразі провів у формі головної команди країни 61 матч, забивши 1 гол.
У складі збірної був учасником розіграшу Золотого кубка КОНКАКАФ 2003 року у США та Мексиці, розіграшу Кубка Америки 2004 року у Перу, чемпіонату світу 2006 року у Німеччині, розіграшу Золотого кубка КОНКАКАФ 2007 року у США, розіграшу Золотого кубка КОНКАКАФ 2009 року у США. Його також було викликано для участі в матчах Кубку націй УНКАФ 2007 року, на якому Леонардо відзначився у воротах Гондурасу.
Свій останній поєдинок у футболці національної збірної провів у липні проти Сальвадору на Золотому кубку КОНКАКАФ 2009 року.

### Голи за збірну
| # | Дата          | Місце                                        | Суперник | Рахунок | Результат | Змагання               |
| - | ------------- | -------------------------------------------- | -------- | ------- | --------- | ---------------------- |
| 1 | 9 лютого 2007 | Естадіо Кускалькан, Сан-Сальвадор, Сальвадор | Гондурас | 2 – 0   | 3 – 1     | Кубок націй УНКАФ 2007 |

## Досягнення

### Коста-Рика
- Кубок націй УНКАФ
  -  Володар (2): 2003, 2007

### Ліберія Міа
- Прімера Дивізіон (Коста-Рика)
  -  Чемпіон (1): 2009 (літо)

### Ередіано
- Прімера Дивізіон (Коста-Рика)
  -  Чемпіон (1): 2016 (літо)

### Сіетл Саундерз
- Відкритий кубок США Ламара Ганта
  -  Володар (4): 2009, 2010, 2011, 2014
- MLS Supporters' Shield
  -  Володар (1): 2014

## Особисте життя
Одружений з Алехандрою Абарка Ернандес, має двох дітей.
У березні 2011 року отримав грінкартку США. Завдяки цьому при реєстрації у MLS він не вважався легіонером.